# Pluk

Značka pro pěchotní pluk v mapové symbolice NATO

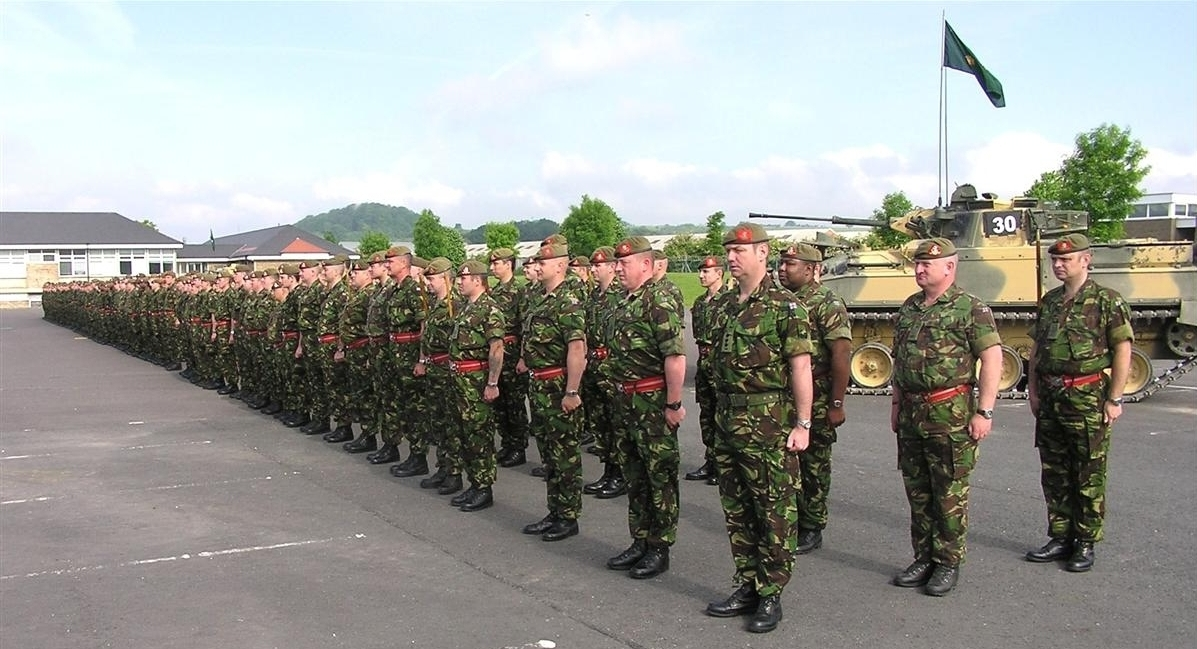
Ilustrační fotografie pluku Britské armády

Pluk, dříve regiment je vojenský útvar, který tvoří základní taktický celek. Má pevnou organizaci a obvykle se skládá z velitelství, ze dvou až čtyř bojových praporů, které obvykle patří ke stejnému typu zbraně, a z podpůrných a zabezpečovacích jednotek. Velitelem pluku bývá plukovník.
V mírových dobách má pluk obvykle od několika set do tří tisíc vojáků. Válečné počty mohou být i několikanásobně vyšší. V leteckých ozbrojených silách je obdobou pluku křídlo nebo eskadra.
Nadřízeným útvarem pluku je brigáda a divize. Podřízené jednotky jsou prapory a roty.

## Příklady
- 43. výsadkový pluk
- motostřelecký pluk
- tankový pluk
- letecký pluk
- dělostřelecký pluk